# پی۲ ترنسپورت
پی۲ ترنسپورت (به انگلیسی: P2 transport) یک کشتی است که طول آن ۶۰۹ فوت (۱۸۶ متر) می‌باشد.